# Camp Leclerc

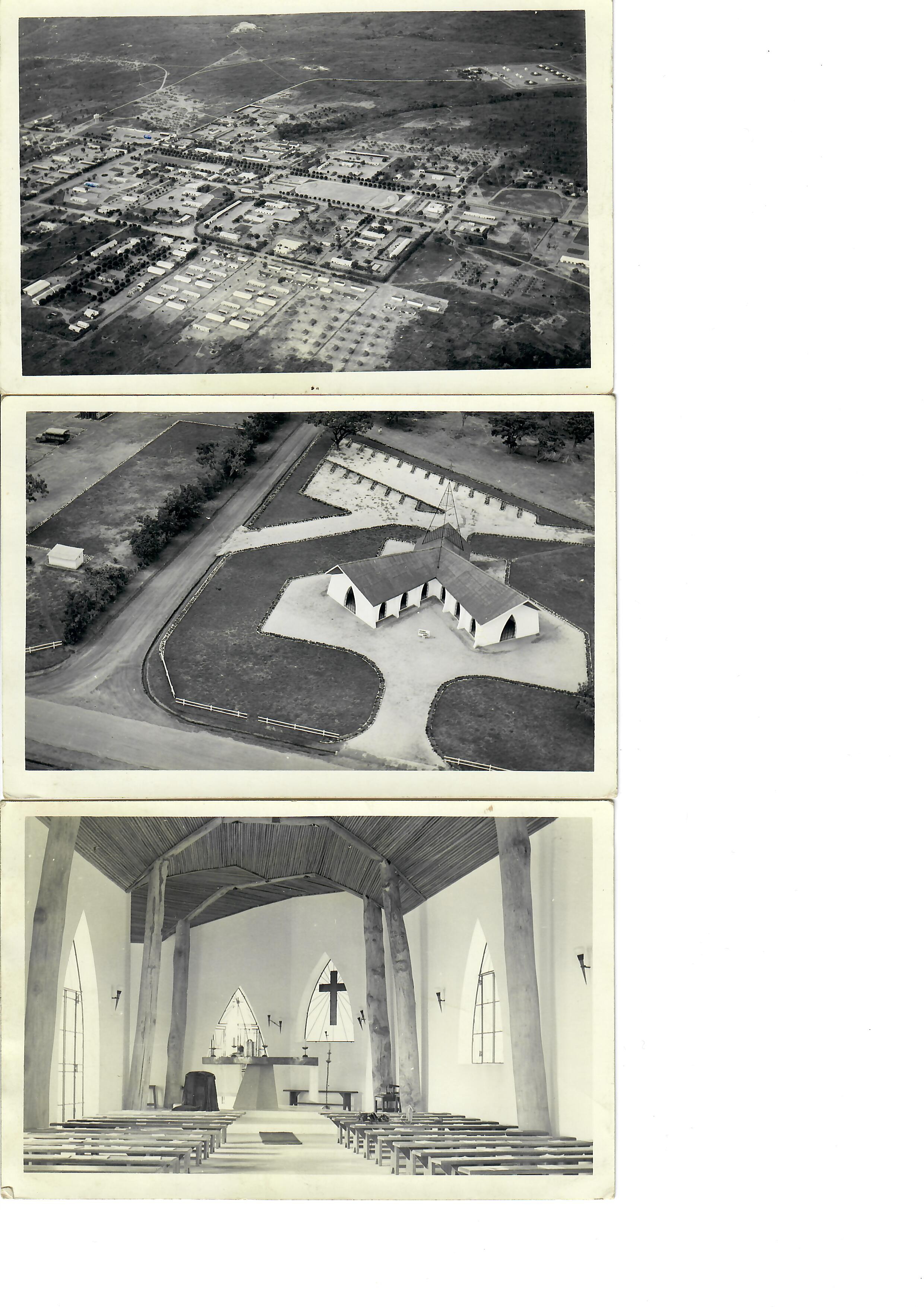
Drei Fotos vom Camp Leclerc aus dem Jahr 1963: 1. eine Luftaufnahme. 2. die Kirche des Camps von außen und 3. von innen

Das Camp Leclerc ist eine Kaserne in der Zentralafrikanischen Stadt Bouar. Das Camp existiert mindestens seit dem Jahr 1960 und wird seitdem von den Französischen Streitkräften mit Unterbrechung genutzt. 1976 hat Frankreich seine Soldaten aus dem Camp abgezogen. Allerdings hat Frankreich im Zuge der Operation Barracuda 1979 wieder Truppen im Camp stationiert. Zwischen 1976 und 1979 wurde das Camp ausschließlich von den Zentralafrikanischen Streitkräften genutzt.
Unter den Französischen Einheiten, welche im Camp stationiert waren, befand sich zwischen 1960 und 1965 die 6e régiment interarmes d'outre-mer.
Zurzeit ist das Hauptquartier für die Westliche Militärregion der Zentralafrikanischen Streitkräfte im Camp Leclerc stationiert.